# Online Etymology Dictionary
O Online Etymology Dictionary (Etymonline) (em português: Dicionário Etimológico Online) é um dicionário online gratuito, escrito e compilado por Douglas R. Harper, que descreve as origens das palavras da língua inglesa.

## Descrição
Douglas Harper, o principal editor do Online Etymology Dictionary, compilou a história e a evolução de mais de 30 000 palavras, incluindo termos técnicos e norte-americanos. A maior parte da informação etimológica vem de An Etymological Dictionary of Modern English, de Ernest Weekley, publicado em 1921. Outras fontes incluem o Middle English Dictionary e o Barnhart Dictionary of Etymology. Douglas Harper indica que apenas coletou as informações, avaliando as informações relatadas por outros. Em junho de 2015, o Dicionário Etimológico Online tem 50 000 verbetes.